# Ernst Specker
Ernst Paul Specker (Zurigo, 11 febbraio 1920 – Zurigo, 10 dicembre 2011) è stato un matematico svizzero.
Si è occupato di logica matematica e di teoria degli insiemi con importanti lavori su New Foundations; ma soprattutto i suoi successi si rivelano nell'ambito della meccanica quantistica (teorema di Kochen-Specker).